# Goethes Gartenhaus II

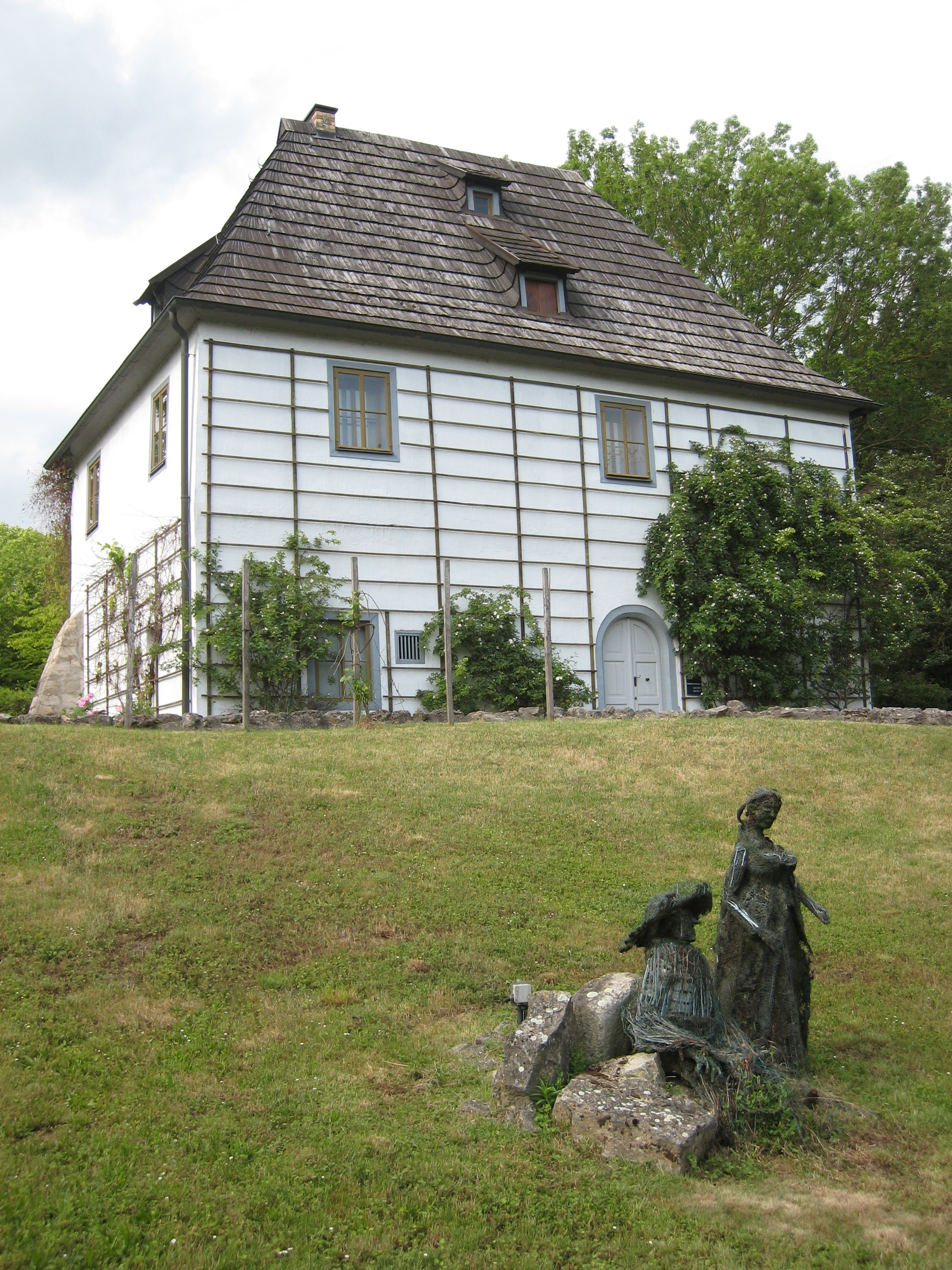
Goethes Gartenhaus (Bad Sulza)

Goethes Gartenhaus II oder Goethes Gartenhaus 2 war im Rahmen des Kulturstadtjahres 1999 im Weimarer Ilmpark eine temporäre Installation im Winkel von 19 Grad zum Original von Goethes Gartenhaus. Diese wurde eingerichtet, um das Original zu schonen, da ein außergewöhnlich starker Besucherverkehr zu erwarten war. Die Installation hatte wie so manches auch Unverständnis ausgelöst.
Die Kopie von 1999 wurde auch auf der Expo 2000 in Hannover gezeigt und 2002 nach Bad Sulza umgesetzt, wo sie zu Ausstellungen, Vorträgen und Ähnlichem genutzt wird. Am Vorabend zu Goethes 251. Geburtstag, dem 27. August, wurde die Gedenkstätte dort eingeweiht. Im Garten ist eine Statuengruppe, die an Goethes Italienaufenthalt erinnert oder zumindest darauf anspielt. Vorlage dürfte das Ölgemälde Goethe in der Campagna von Johann Heinrich Wilhelm Tischbein gewesen sein. Die weibliche Figur an seiner linken Seite entzieht sich direkter Deutung. Auf dem Gemälde jedenfalls ist sie nicht. Da sind antike Gebäudereste dargestellt.
Hinter ihm ist ein kleiner Weinberg. Dass das Gartenhaus nach Bad Sulza kam, ist der nahegelegenen Toscana-Therme zu verdanken.